# Pavel Bratina
Pavel Bratina, slovenski rimokatoliški duhovnik, prevajalec  in publicist, * 16. junij 1942, Kamnje, Ajdovščina.

## Življenje in delo
Osnovno šolo je obiskoval v rojstnem kraju, nižjo gimnazijo v Dobravljah, višje razrede pa na Srednji verski šoli v Vipavi, ter nadaljeval s študijem bogoslovja v Ljubljani in bil 1970 posvečen v duhovnika. Leta 1969 je bil med soustanovitelji Revije 2000, od 1971 urednik rubrike Cerkev in dom v tedniku Družina ter od 1971 član uredniškega odbora revije Znamenja in sodelavec Cerkve v sedanjem svetu. V vse te publikacije je prispeval vrsto zapisov in razprav, ki obravnavajo pokoncilsko Cerkev na Slovenskem. Sodeloval je tudi pri pisanju, pripravi ali prevodu več knjig. 